# Ronan Hale
Ronan Hale (Belfast, 8 settembre 1998) è un calciatore nordirlandese con cittadinanza irlandese, attaccante del Ross County.

## Caratteristiche tecniche
Può giocare come attaccante centrale ed esterno destro.

## Carriera

### Club
Il 9 luglio 2024 viene acquistato dagli scozzesi del Ross County.

### Nazionale
Dopo avere militato nelle selezioni under-18 e under-19 irlandesi, il 22 marzo 2018 ha esordito con la nazionale Under-21 disputando il match amichevole vinto 1-0 contro l'Islanda.
Nel maggio 2024 il c.t. dell'Irlanda del Nord, sua nazione natia, Michael O'Neill ha espresso il proprio interesse nel convocare Hale. Nel gennaio 2025 viene ufficializzato il suo cambio di nazionalità sportiva (nordirlandese), per poi venire convocato per la prima volta dall'Irlanda del Nord l'11 marzo dello stesso anno. Il 10 giugno seguente esordisce con la massima selezione nordirlandese nell'amichevole vinta contro l'Islanda (1-0).

## Statistiche

### Cronologia presenze e reti in nazionale
| Cronologia completa delle presenze e delle reti in nazionale ― Irlanda del Nord | Cronologia completa delle presenze e delle reti in nazionale ― Irlanda del Nord | Cronologia completa delle presenze e delle reti in nazionale ― Irlanda del Nord | Cronologia completa delle presenze e delle reti in nazionale ― Irlanda del Nord | Cronologia completa delle presenze e delle reti in nazionale ― Irlanda del Nord | Cronologia completa delle presenze e delle reti in nazionale ― Irlanda del Nord | Cronologia completa delle presenze e delle reti in nazionale ― Irlanda del Nord | Cronologia completa delle presenze e delle reti in nazionale ― Irlanda del Nord |
| Data                                                                            | Città                                                                           | In casa                                                                         | Risultato                                                                       | Ospiti                                                                          | Competizione                                                                    | Reti                                                                            | Note                                                                            |
| ------------------------------------------------------------------------------- | ------------------------------------------------------------------------------- | ------------------------------------------------------------------------------- | ------------------------------------------------------------------------------- | ------------------------------------------------------------------------------- | ------------------------------------------------------------------------------- | ------------------------------------------------------------------------------- | ------------------------------------------------------------------------------- |
| 10-6-2025                                                                       | Belfast                                                                         | Irlanda del Nord                                                                | 1 – 0                                                                           | Islanda                                                                         | Amichevole                                                                      | -                                                                               | 68’                                                                             |
| Totale                                                                          |                                                                                 | Presenze                                                                        | 1                                                                               |                                                                                 | Reti                                                                            | 0                                                                               |                                                                                 |

## Palmarès

### Club

#### Competizioni nazionali
- Coppa di Lega irlandese: 1

Derry City: 2018
- Irish Cup: 2

Crusaders: 2018-2019
Cliftonville: 2023-2024